# 2006년 시카고 영화 비평가 협회상
제19회 시카고 비평가 협회상은 2006년 12월 27일에 열린 시상식이다.

## 수상 및 후보

### 작품상
- 디파티드 - 마틴 스코세이지 수상
- 바벨 - 알레한드로 곤잘레스 이냐리투
- 미스 리틀 선샤인 - 조나단 데이턴 외 1명
- 더 퀸 - 스티븐 프리어스
- 플라이트 93 - 폴 그린그래스

### 감독상
- 디파티드 - 마틴 스코세이지 수상
- 이오지마에서 온 편지 - 클린트 이스트우드
- 더 퀸 - 스티븐 프리어스
- 플라이트 93 - 폴 그린그래스
- 바벨 - 알레한드로 곤잘레스 이냐리투

### 남우주연상
- 라스트 킹 오브 스코틀랜드 - 포레스트 휘태커 수상
- 디파티드 - 레오나르도 디카프리오
- 하프 넬슨 - 라이언 고슬링
- 비너스 - Peter O'Toole
- 행복을 찾아서 - 윌 스미스

### 여우주연상
- 더 퀸 - 헬렌 미렌 수상
- 귀향 - 페넬로페 크루즈
- 노트 온 스캔들 - 주디 덴치
- 셰리베이비 - 매기 질렌할
- 악마는 프라다를 입는다 - 메릴 스트립
- 리틀 칠드런 - 케이트 윈슬렛

### 남우조연상
- 리틀 칠드런 - 잭키 얼 헤일리 수상
- 할리우드랜드 - 벤 애플렉
- 드림걸즈 - 에디 머피
- 디파티드 - 잭 니콜슨
- 바벨 - 브래드 피트
- 더 퀸 - 마이클 쉰

### 여우조연상
- 바벨 - 키쿠치 린코 수상
- 바벨 - 아드리안나 바라자
- 노트 온 스캔들 - 케이트 블란쳇
- 미스 리틀 선샤인 - 아비게일 브레스린
- 미스 리틀 선샤인 - 토니 콜렛
- 드림걸즈 - 제니퍼 허드슨

### 각본상
- 더 퀸 - 피터 모건 수상
- 바벨 - 길예르모 아리아가
- 이오지마에서 온 편지 - 야마시타 아이리스
- 미스 리틀 선샤인 - 마이클 안트
- 플라이트 93 - 폴 그린그래스

### 각색상
- 디파티드 - 윌리엄 모나한 수상
- 리틀 칠드런 - 토드 필드 외 1명
- 노트 온 스캔들 - 패트릭 마버
- 프레리 홈 컴패니언 - 게리슨 케일러
- 땡큐 포 스모킹 - 제이슨 라이트맨

### 외국어영화상
- 이오지마에서 온 편지 - 클린트 이스트우드 수상
- 아포칼립토 - 멜 깁슨
- 판의 미로 - 오필리아와 세 개의 열쇠 - 기예르모 델 토로
- 갱스터 초치 - 게이빈 후드
- 귀향 - 페드로 알모도바르

### 다큐멘터리상
- 불편한 진실 - 데이비스 구겐하임 수상
- 딜리버 어스 프럼 이블 - 에이미 버그
- 지저스 캠프 - 헤이디 에윙
- Shut Up and Sing
- 워드플레이 - 패트릭 크리던

### 촬영상
- 칠드런 오브 맨 - 엠마누엘 루베즈키 수상
- 바벨 - Rodrigo Prieto
- 디파티드 - 마이클 볼하우스
- 천년을 흐르는 사랑 - 매튜 리바티크
- 이오지마에서 온 편지 - Tom Stern

### 음악상
- 천년을 흐르는 사랑 - 클린트 멘셀 수상
- 바벨 - 구스타보 산타올라야
- 이오지마에서 온 편지 - 카일 이스트우드
- 노트 온 스캔들 - 필립 글래스
- 더 퀸 - 알렉상드르 데스플라

### 유망감독상
- 브릭 - 라이언 존슨 수상
- 미스 리틀 선샤인 - 조나단 데이턴 외 1명
- 몬스터 하우스 - 길 키넌
- 땡큐 포 스모킹 - 제이슨 라이트맨
- 브이 포 벤데타 - 제임스 맥티그

### 유망연기상
- 보랏 - 카자흐스탄 킹카의 미국 문화 빨아들이기 - 사샤 바론 코헨 수상
- 판의 미로 - 오필리아와 세 개의 열쇠 - 이바나 바쿠에로
- 하프 넬슨 - 샤릭카 엡스
- 바벨 - 키쿠치 린코
- 아키라 앤 더 비 - 케케 파머